# Professor Frink
El professor John Nerdelbaum Frink, Jr, més conegut com a Professor Frink o Profesor Brinco (a Hispanoamèrica) és un personatge recurrent de la sèrie de televisió animada Els Simpsons . La seva veu és de Hank Azaria i va aparèixer per primera vegada a l'episodi de 1991 " Old Money ". Frink és el científic i professor friqui de Springfield i és extremadament intel·ligent, tot i que una mica boig i socialment inepte. Frink sovint intenta utilitzar els seus estranys invents per ajudar la ciutat en les seves crisis, però normalment només empitjoren les coses. La seva manera de parlar, incloent-hi els crits impulsius de paraules sense sentit, s'ha convertit en la seva marca registrada. També va aparèixer en un capítol de Futurama.
El professor ha rebut elogis de la crítica, especialment pels seus estranys invents com les orelleres per a hamburgueses, i ha aparegut a les llistes de molts crítics dels seus personatges secundaris preferits d' Els Simpson . Frink ha aparegut en altres mitjans relacionats amb la sèrie, com ara còmics, videojocs i The Simpsons Ride, un simulador d'atracció a Universal Studios Florida i Universal Studios Hollywood. La popularitat del personatge l'ha portat a donar el nom al llenguatge de programació informàtica Frink.

## Informació general
John Frink és generalment representat com el típic científic, inventor i matemàtic friqui, boig i socialment inepte de Springfield. Porta ulleres gruixudes, una bata blanca de laboratori (que era verda en temporades anteriors), una corbata de llaç blava sobre una camisa blanca amb botons i pantalons roses, i té dents de conill i els cabells amb ratlla al mig. Frink és professor universitari a l'Institut Tecnològic de Springfield Heights i dirigeix el seu propi observatori astronòmic. Té un coeficient intel·lectual de 197 – Va ser 199 abans que patís una commoció cerebral durant el col·lapse de la breu junta intel·lectual de Springfield – i és membre de la secció de Springfield de Mensa. En general, Frink és molt educat i amable. Té un manierisme característic d'utilitzar un galimaties a l'estil de Jerry Lewis quan està emocionat, com ara "HOYVIN-GLAVIN!" i "FLAVIN" i cridar impulsivament altres paraules que no tenen cap rellevància per a la situació en qüestió. També es refereix ocasionalment a la importància de recordar "portar l'u" en diversos càlculs matemàtics. Quan divaga sovint parla de manera incoherent en frases llargues sense pauses. Frink també té tendència a complicar massa els assumptes simples i a utilitzar o inventar terminologia científica en expressar diversos conceptes, per exemple, "El pare i jo ens portàvem com positrons i antineutrins !" o "microcalifragilística".
El professor Frink ocupa el paper d'un científic excèntric que quan era adolescent estava totalment desinteressat per la ciència. El seu pare era científic, i va morir en una expedició científica.
En els capítols de les últimes temporades s'ha vist major participació d'aquest personatge, i fins i tot hi ha un capítol dedicat exclusivament a ell. En aquest episodi Lisa ajuda al Professor Frink a retrobar-se amb el seu pare. El professor Frink reviu el seu pare (a l'estil de Frankenstein) en el seu laboratori i després intenta estrènyer la seva relació, la qual cosa no dona resultat. En aquest episodi se li lliura el Premi Nobel de Física mentre que el seu pare assassina a altres científics per a utilitzar els seus cervells i posseir així més intel·ligència.